# Bokgallmygga
Bokgallmygga (Mikiola fagi) är en tvåvinge i familjen gallmyggor. Larverna lever i   galler på bok.

## Levnadssätt
Mygghonan lägger sina 200 till 300 ägg på våren i bokens bladknoppar. Boken bildar en äggformad gall runt larven som är mellan 4 och 10 millimeter hög. De är först gröna men blir sedan gula med en rödaktig solbelyst sida. Hangallerna är mindre och ljusare. Larven övervintrar i sin gall och förpuppas på våren. Efter 2 till 3 veckor kläcks puppan. Den vuxna myggan är mellan 3 och 4 millimeter lång. 

## Källor

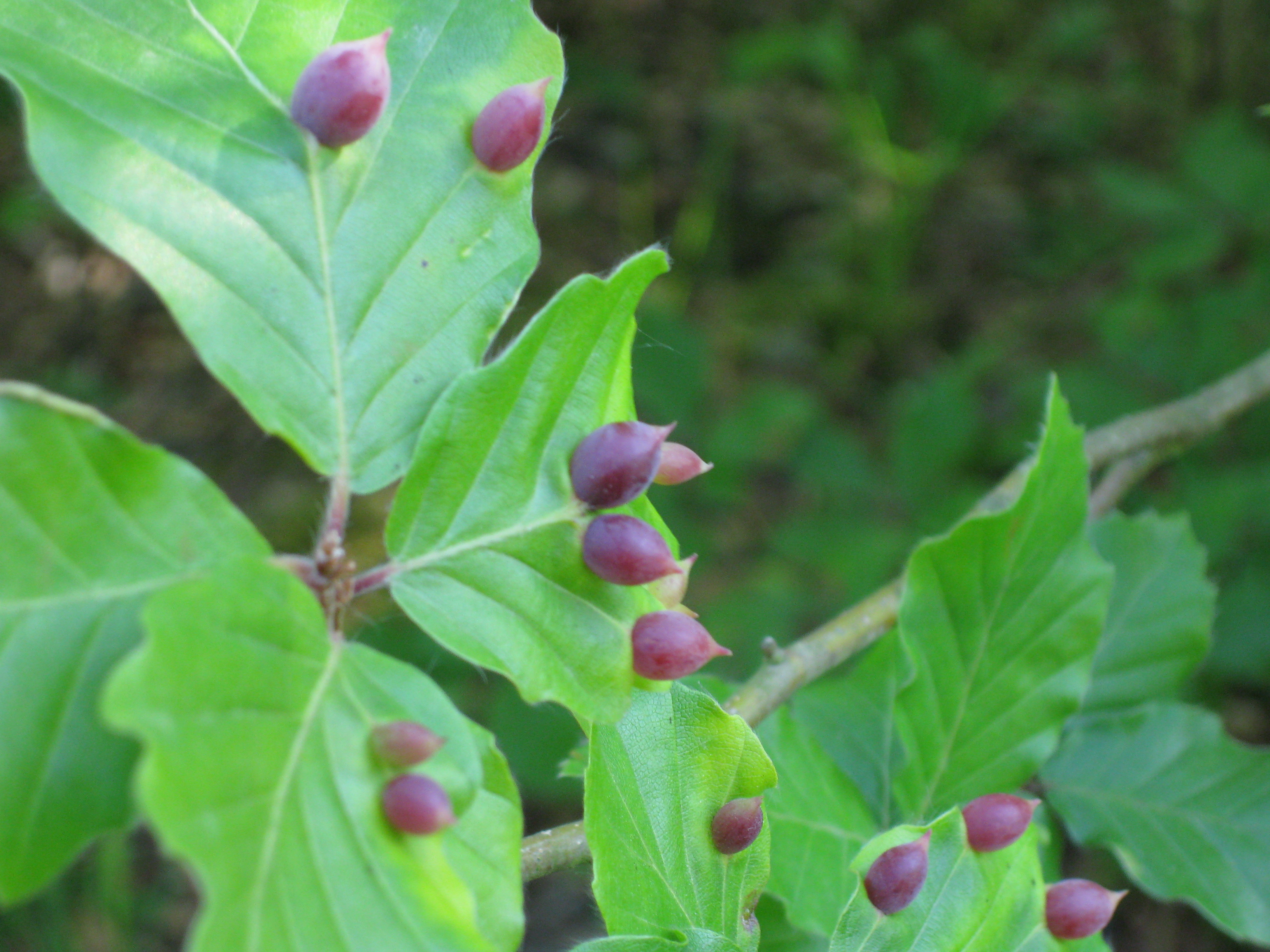
Galler av bokgallmygga (Mikiola fagi)